# Joseph Aletti
Pour les articles homonymes, voir Aletti.
Joseph Aletti (né le 2 juin 1864 à Thal en Suisse - mort le 9 juillet 1938 à Vichy, en France) est une personnalité de l'hôtellerie de luxe française. Propriétaire et gestionnaire de nombreux palaces en France, il contribua au succès de Vichy comme station thermale avant et après la Première Guerre mondiale.

## Biographie

### Jeunesse
Il naît en Suisse de parents italiens, dans une famille de douze enfants, son père est de Parme et sa mère de Plaisance, deux villes de l'Émilie-Romagne, dans le nord de la péninsule. Son père est un domestique de haut rang de la duchesse de Parme, la fille du duc de Berry. À la mort de celle-ci, en 1864, la famille déménage au château de Frohsdorf en Autriche où son père accompagne les enfants de la duchesse auprès de leur oncle, le « comte de Chambord ». En 1876, l'un des fils de la duchesse, le comte de Bardi acquiert une villa à Cannes qu'il nomme la villa Henri-IV et où il s'installe. Le père de Joseph Aletti en devient le maître d'hôtel et la famille déménage alors dans la cité cannoise. 
Joseph suit des études au collège Stanislas de Cannes, puis dans un lycée de Marseille où il obtient son baccalauréat en 1884. La nationalité française lui étant refusée, il ne peut présenter l'école militaire de Saint-Cyr comme il le souhaitait. Il part alors pour Londres.

### Débuts dans l'hôtellerie
Après quelque temps d'une vie de dandy dans la capitale britannique, il va s'y révéler dans l'hôtellerie. Il perfectionne sa connaissance du métier dans différents établissements en Suisse, en Allemagne et en Belgique.
Entre 1885 et 1886, il est le secrétaire de l'hôtel Saint-Charles, un bel hôtel cannois propriété de son beau-frère, Georges Paul Brennig. Il prend pour la première fois la direction d'un hôtel de luxe avec le Grand Hôtel d'Orient à Menton, hôtel de style mauresque de 115 chambres. En 1895, il devient directeur du Majestic Palace et du Grand-Hôtel à Royat, station thermale d'Auvergne. Cette même année, son beau-frère meurt, Joseph Aletti va alors se partager, dirigeant les deux hôtels de Royat l'été et le Saint-Charles à Cannes l'hiver. 

### Vichy
En 1900, la gérante et propriétaire  de l'hôtel du Parc à Vichy, Mme Germont, lui demande de prendre la direction de son hôtel. Joseph Aletti va d'abord demander à n'être qu'observateur. En effet l'hôtel du Parc est alors un hôtel vieillissant, pas à la hauteur des palaces parisiens et de la Côte d'Azur. En 1904, il obtient que d'importants travaux y soient menés pour attirer la riche clientèle qui fréquente les palaces français. Les chambres sont équipées de salle de bain, les parties communes, salons et salles à manger, sont refaites, de grands halls sont créés et l'aspect extérieur de l'hôtel est aussi modifié pour lui donner plus d'allure avec l'ajout d'une tourelle surmontée d'un dôme.  
En 1907, un second hôtel de luxe, adjacent à l'hôtel du Parc, est construit, le Majestic, dont Aletti prend la direction, tout en continuant de superviser l'hôtel du Parc. Il crée alors sa propre société, la Société Aletti, et achète le Nouvel Hôtel qu'il transforme et qu'il renomme hôtel Carlton. C'est alors le troisième palace de la station thermale. En 1919, il prend la direction du pavillon Sévigné dont il sera encore le directeur en 1934. En 1920, il prend la direction de l'hôtel Thermal (actuel Aletti Hôtel), puis en 1921, l'hôtel Ruhl qu'il renomme l'hôtel Radio un an plus tard, avant de devenir propriétaire de l'hôtel du Parc en 1923, qu'il retransforme en 1925, lui donnant l'aspect extérieur que l'immeuble a encore aujourd'hui. En 1927 est créée la Société des Grands Hôtels de Vichy (S.G.H.V) qui compte alors 750 chambres avec les hôtels du Parc, du Majestic, le Carlton et le Thermal. L'hôtel Radio rejoindra la société en 1937. Aletti contrôle ses hôtels dans le moindre détail, pouvant par exemple vérifier lui-même les plats sortant des cuisines. Il est réputé pour sa forte exigence mais être humain avec son personnel. Il a alors sous sa direction plus de 2500 employés dont 700 en cuisine. 
Cette société unique permettait des économies d'échelle et donc de mieux rentabiliser ses établissements. La cave à vin était centralisée ainsi que les achats. On retrouvait ainsi dans tous les hôtels une vaisselle en porcelaine de Limoges blanche, siglée G.H.V (Grands hôtels de Vichy). Un grand jardin à Bellerive-sur-Allier fournissait tous les hôtels en fleurs.
Joseph Aletti fonde également le golf de la rive gauche en 1909 sur des terrains cédés par la Compagnie fermière et participera à la création de l'aérodrome d'Abrest en 1909  où dès son ouverture se tiendra un des premiers meetings aériens de France avec Blériot et Latham. Il est aussi un des créateurs de l'Automobile Club en 1913. 
Il a ainsi révolutionné l'hôtellerie de la station thermale, participant à faire de Vichy un haut lieu à la mode pour la clientèle de luxe. L'hôtel du Parc est ainsi durant l'Entre-deux-guerres l'hôtel le plus cher de France et la station thermale l'endroit où il faut faire voir ses créations pour les bijoutiers ou les créateurs de mode.
Il divorce en 1919 à la suite de la liaison de son épouse avec un militaire venu en convalescence à Vichy et de la naissance d'un enfant dont il doutait d'être le père.

### Paris, Côte d'Azur et Algérie
En parallèle de son activité à Vichy, Joseph Aletti gère aussi d'autres hôtels. En 1919, il s'installe à l'hôtel Claridge qu'il dirige, sur les Champs-Élysées à Paris. L'hôtel compte plus de 500 chambres.
Au début des années 1920 à Nice, il délaisse le Ruhl pour prendre la direction du Négresco, un des hôtels les plus luxueux, construit par Niermans, qu'il quitte quelques années plus tard pour le Majestic, toujours à Nice. 
Une grande partie du personnel assurant la saison d'hiver dans les hôtels gérés par Alleti sur la côte, rejoint ses palaces de Vichy pour la saison d'été. 
En 1927, avec deux associés, le banquier américain Frank Jay Gould et le casinotier Édouard Baudoin, il décide de doter Nice d'un troisième casino qu'ils veulent prestigieux et dont ils confient la construction aux architectes Charles et Marcel Dalmas : c'est le Palais de la Méditerranée sur la promenade des Anglais.  
En 1930, un complexe nommé l'Aletti comprenant un hôtel (aujourd'hui l'hôtel Safir), un casino, un théâtre, un cinéma, une salle des fêtes et des boutiques ouvre à Alger, pendant les fêtes du centenaire de l'Algérie française. C'est le seul hôtel conçu et construit par Joseph Aletti lui-même. Il en confiera la gestion à son fils ainé.

### Décès et suites
Joseph Aletti meurt subitement en 1938, à 74 ans, en pleine saison vichyssoise. Des obsèques grandioses sont organisées à Vichy puis il est inhumé à Cannes, dans le caveau familial.
Ses fils prendront sa suite, mais l'empire hôtelier qu'il avait bâti ne survivra pas à la Seconde Guerre mondiale et à la réquisition des grands hôtels pour les fonctionnaires du régime de Vichy, puis aux changements sociaux d'après guerre et au déclin du thermalisme.   

## Hommages
- L'Aletti Hôtel, ex-hôtel Thermal, un des deux hôtels de luxe restant à Vichy aujourd'hui, où l'on peut voir un buste et un portrait de lui.
- Place Joseph-Aletti, à Vichy.